# Новый Сагайдак
Новый Сагайдак (рум. Sagaidacul Nou, Сагайдакул Ноу) — село в Чимишлийском районе Молдавии. Наряду с селом Порумбрей входит в состав коммуны Порумбрей.

## География
Село расположено на высоте 225 метров над уровнем моря. Находится на реке Скиноса.

## Население
По данным переписи населения 2004 года, в селе Сагайдакул Ноу проживает 2137 человек (1080 мужчин, 1057 женщин).
Этнический состав села:
| Национальность | Число жителей | Процентный состав |
| -------------- | ------------- | ----------------- |
| молдаване      | 248           | 11.61             |
| русские        | 2             | 0.09              |
| украинцы       | 1             | 0.05              |
| румыны         | 1             | 0.05              |
| Всего          | 252           | 100%              |